# Belchite
Belchite là một đô thị ở tỉnh Zaragoza, Aragon, Tây Ban Nha. Theo điều tra dân số 2010 của Viện thống kê Tây Ban Nha (INE), đô thị này có dân số là 1665 người. Diện tích đô thị này là 273,7 ki-lô-mét vuông. Đô thị này nằm ở độ cao 447 m trên mực nước biển.